# Compus prismatic de prisme
În geometrie un compus prismatic de prisme este o categorie a compușilor poliedrici uniformi. Fiecare membru al acestei familii infinite de compuși poliedrici uniformi este un aranjament simetric de prisme care au o axă comună de simetrie de rotație.
Această familie infinită poate fi enumerată astfel:
Pentru fiecare număr întreg pozitiv n≥1 și pentru fiecare număr rațional p/q>2 (cu p și q coprime), apare compusul de prisme n p/q-gonale, cu grupul de simetrie Dnph.
Are indexul de compus poliedric uniform UC21.